# Вудс, Джон
Джон Вудз (англ. John Clarence Woods; 5 июня 1911, Уичито, Канзас, США — 21 июля 1950,	Эниветок, Маршалловы Острова) — мастер-сержант армии США. Известен как исполнитель смертных приговоров военным преступникам, вынесенных Нюрнбергским и Токийским трибуналами. Всего же за два года службы палачом казнил около 70 человек.

## Биография
Родился 5 июня 1911 года в городе Уичито (штат Канзас).
В декабре 1929 года призван в ВМС США. Однако долго Вудз не служил: он самовольно оставил корабль и отсутствовал на службе 6 месяцев, за что был осужден военным судом.
До войны Вудз женился, детей в браке не было.
В 1943 году он снова был призван на военную службу, на этот раз в 37-й сапёрный батальон армии США.
После высадки союзников в Нормандии появились случаи, когда американские солдаты совершали уголовные или воинские правонарушения. Некоторые из них за тяжкие преступления были приговорены к смертной казни. Военная полиция армии США начала искать добровольцев для исполнения этих приговоров.
Одним из добровольцев был Джон Вудз. Он утверждал, что до войны работал профессиональным исполнителем смертных приговоров в одной из американских тюрем. Однако документальных свидетельств этому не нашлось.
Всего за период с 1944 по май 1945 года Джон Вудз повесил около 30 американских солдат, ранее приговоренных военно-полевыми судами к смертной казни.

### Нюрнбергский трибунал
В октябре 1946 года Джон Вудз был вызван в Нюрнберг, где завершался процесс над нацистскими военными преступниками.
В местной тюрьме по его проекту соорудили виселицу для повешения методом так называемой долгой петли. Суть этого метода заключалась в том, что вместо табурета, выбиваемого из-под ног висельника, применялся открываемый под казнимым люк, в который тот проваливался. Такой способ казни считался менее мучительным, нежели обычный.

Джон Вудз

В ночь на 16 октября 1946 года в спортзале нюрнбергской тюрьмы Джон Вудз вместе с солдатом-добровольцем Джозефом Малтой привели в исполнение смертные приговоры Нюрнбергского трибунала.
Ими были последовательно повешены следующие нацистские преступники: Иоахим фон Риббентроп, Вильгельм Кейтель, Эрнст Кальтенбруннер, Альфред Йодль, Фриц Заукель, Юлиус Штрайхер, Артур Зейсс-Инкварт, Ганс Франк, Вильгельм Фрик и Альфред Розенберг.
Повесить Германа Геринга не удалось — за полтора часа до смертной казни он покончил жизнь самоубийством.

### Токийский трибунал
Джон Вудз также исполнил смертные приговоры Токийского трибунала.
23 декабря 1948 года в тюрьме Сугамо он повесил следующих японских военных преступников: Кэндзи Доихара, Сэйсиро Итагаки, Хэйтаро Кимура, Иванэ Мацуи, Акира Муто, Хидэки Тодзио, Коки Хирота.

### Гибель
Погиб 21 июля 1950 года от поражения электрическим током во время службы в 7-й сапёрной бригаде армии США на атолле Эниветок, Маршалловы Острова. Он погиб, ремонтируя проводку освещения.
Похоронен в городе Торонто в округе Вудсон его родного штата Канзас, США.